# Браконіди
Браконі́ди (Braconidae) — численна родина дрібних перетинчастокрилих комах. Дорослі особини живляться переважно нектаром квіток, личинки — паразитоїди комах: жуків, лускокрилих, двокрилих, перетинчастокрилих та клопів. Браконіди мають важливе значення в зменшенні чисельності шкідників сільськогосподарських культур та лісу. Окремі види браконід (Habrobracon hebetor (Say) та інші) використовуються в біологічній боротьбі з комахами-шкідниками. 

## Особливості морфології імаго
Тіло браконід, як й інших представників подряду Стебельчаточеревцеві, складається з голови, мезосоми, яка включає в себе груди та проподеум, і метасоми. Голова несе вусики та лабіомаксилярний комплекс, груди – 2 пари крил та 3 пари ніг,  черевце – більш або менш розвинений яйцеклад, довжина якого іноді може перевищувати довжину тіла.
Від іхневмонід відрізняються відсутністю 2-ї зворотньої жилки переднього крила (у іхневмонід ця жилка відсутня дуже зрідка), відгалуженням радіальної жилки заднього крила за поперечною (базальною) жилкою, злитими у єдиний склерит 2-м та 3-м тергітами черевця. У браконід, на відміну від інших перетинчастокрилих, три перші тергіти черевця можуть бути злиті у суцільний панцир, що ховає інші тергіти.

## Біологія
За особливостями розмноження та розвитку браконіди поділяються на ендо- та ектопаразитоїдів. Ці біологічні групи суттєво відрізняються між собою за способом життя та морфологією личинок. До ектопаразитоїдів відносяться представники підродин Doryctinae і Braconinae, а представники інших підродин є ендопаразитоїдами. 

## Поширення
Поширені всесвітньо. Більшість видів має голарктичне поширення. 

## Господарське значення
Браконіди належать до ентомофагів. Вони паразитують на комахах-фітофагах, які можуть наносити шкоду сільському та лісовому господарству. Окремі види браконід використовуються у біологічному методі захисту рослин. Наприклад, Macrocentrus collaris (Spinola), Meteorus rubens (Nees), Microplitis spectabilis (Haliday), Cotesia telengai (Tobias) – паразитоїди підгризаючих совок, Chelonus mexicanus Brèthe – стеблового метелика. Для боротьби зі стебловим метеликом, хлопковою совком та іншими фітофагами активно використовується Habrobracon hebetor (Say). Ці та інші види браконід можуть бути корисними для боротьби з комахами-шкідниками у садах та лісах, а також у сховищах зерна, фруктів та тканин. 